# Moonchild (band)
Moonchild is een Duitse gothic rock-, en later gothic metal-band, die in 1988 werd gesticht. Frontvrouw is de Duits-Italiaanse zangeres Susan d'Iavollo.
De groep is afkomstig uit Donzdorf nabij Stuttgart, en bestaat uit drie leden: naast d'Iavollo is Uwe Holler de gitarist, en Ton des Santis verzorgt de bas. Tot 1998 werkten ze met een drumcomputer. De naam 'Moonchild' verwijst naar een kind dat volgens het volksgeloof tijdens volle maan is verwekt en daardoor magische krachten bezit; het is eveneens de titel van een boek van Aleister Crowley, en een bekend nummer van Fields of the Nephilim.
De stijl van de groep was aanvankelijk sterk gericht op de gothic rock van de tachtiger jaren, met soms aanstekelijke, melodieuze nummers. In 1996 scoorden ze een klein hitje met Shirina. Het opvallendste kenmerk van Moonchild is echter de stem van Susan d'Iavollo, die krachtig, zwaar en bijwijlen schetterend klinkt. Vanaf het album Melomania uit 1998 nam de groep een 'echte' drummer in dienst, Alex Sauer van Love Like Blood, en van toen af begon de stijl te verharden.
In de muziekkritiek is Moonchild gewoonlijk lauw onthaald, en nooit overtuigend doorgebroken bij een breder publiek; hun albums hebben altijd wel enkele uitschieters, maar de meerderheid van de nummers zijn middelmatig: niet slecht, maar zeker niet geniaal. De stem van de zangeres wordt door sommigen verbazend goed gevonden, terwijl anderen zich mateloos eraan ergeren. Voor Somewhere, Someplace, Somehow uit 2002 trok de groep radicaal de kaart van de metal, met veel minder melodische diepgang, agressieve riffs en bovenal veel geschreeuw. Dit werd echter in het algemeen slecht onthaald. Daarop werd het stil rond de band; op hun website verklaren ze dat dit te maken had met 'persoonlijke veranderingen in het leven van twee bandleden'. In 2007 meldden ze een nieuw album zo goed als klaar te hebben.
Het trio Moonchild bestaat geheel uit vegetariërs. Zangeres d'Iavollo engageert zich daarnaast sterk tegen dierenmishandeling. Inhoudelijk gaan hun songs meestal over persoonlijke ervaringen en onrechtvaardigheid. Like a Cannibal, gericht tot vleeseters, geldt voor sommigen muzikaal gezien als hun beste nummer.

## Discografie
- 1993 Shed No Tear
- 1994 Lunatic Dreams
- 1996 T.H.I.R.D.
- 1998 Melomania
- 2001 How Now, Spirit, Whither Wander You?
- 2002 Somewhere, Someplace, Somehow